# Ch’angdo
Ch’angdo (kor. 창도군, Ch’angdo-gun) – powiat w Korei Północnej, w prowincji Kangwŏn. W 2008 roku liczył 51 319 mieszkańców. Graniczy z powiatami: T’ongch’ŏn i Hoeyang od północy, Kŭmgang od wschodu, Sep’o i Kimhwa od zachodu, a także z należącą do Korei Południowej prowincją Gangwon od południa. 80% terytorium powiatu stanowią lasy.

## Historia
Przed wyzwoleniem Korei spod okupacji japońskiej tereny należące do powiatu wchodziły w skład powiatu Kimhwa (wówczas nosił on nazwę Kŭmhwa). W obecnej formie powstał w wyniku gruntownej reformy podziału administracyjnego w grudniu 1952 roku. W jego skład weszły wówczas tereny należące wcześniej do miejscowości Ch’angdo, Wŏlbuk, Kŭmsŏng, T’onggu, Imnam (11 wsi), Kŭmbuk (5 wsi), Wŏldong (1 wieś – wszystkie należały do powiatu Kimhwa), Suip (13 wsi – powiat Yanggu). Nowo powstały powiat Ch’angdo składał się wówczas z jednego miasteczka (Ch’angdo-ŭp) oraz 36 wsi (kor. ri). W marcu 1987 roku do powiatu przyłączono również 7 wsi należących wcześniej do powiatu Hoeyang, a także 2 wsie z powiatu Kŭmgang.

## Gospodarka
Lokalna gospodarka opiera się na rolnictwie, w niewielkim stopniu także na przemyśle drzewnym. Prowadzone są także hodowle żywego inwentarza oraz jedwabników. Na terenie powiatu znajdują się złoża miedzi, cynku, niklu, a także grafitu.

## Podział administracyjny powiatu
W skład powiatu wchodzą następujące jednostki administracyjne:
| Nazwa jednostki administracyjnej | Rodzaj jednostki administracyjnej | Hangul | Hancha |
| -------------------------------- | --------------------------------- | ------ | ------ |
| Ch’angdo-ŭp                      | miasteczko                        | 창도읍 | 昌道邑 |
| Tangsan-ri                       | wieś                              | 당산리 | 堂山里 |
| Janghyŏn-ri                      | wieś                              | 장현리 | 長峴里 |
| Sinsŏng-ri                       | wieś                              | 신성리 | 新城里 |
| Sadong-ri                        | wieś                              | 사동리 | 泗東里 |
| Kŭmsan-ri                        | wieś                              | 금산리 | 錦山里 |
| Jisŏk-ri                         | wieś                              | 지석리 | 支石里 |
| Taebaek-ri                       | wieś                              | 대백리 | 大白里 |
| P’angyo-ri                       | wieś                              | 판교리 | 板橋里 |
| Sŏngdo-ri                        | wieś                              | 성도리 | 城挑里 |
| Kyoju-ri                         | wieś                              | 교주리 | 橋周里 |
| Kuryong-ri                       | wieś                              | 구룡리 | 九龍里 |
| Songp’o-ri                       | wieś                              | 송포리 | 松浦里 |
| Ch’ujŏn-ri                       | wieś                              | 추전리 | 楸田里 |
| Myŏng’u-ri                       | wieś                              | 명우리 | 鳴牛里 |
| Sanwŏl-ri                        | wieś                              | 산월리 | 山月里 |
| Koksan-ri                        | wieś                              | 곡산리 | 谷山里 |